# 伊拉克经济
伊拉克的经济以石油工业为主，在其现代历史上，石油工业提供了约99.7%的外汇收入，石油工业是伊拉克的经济支柱。 截至2021年，石油工业为伊拉克提供了约92%的外汇收入。 自从1958年7月14日革命推翻了哈希姆王朝以后，伊拉克的农业经济获得了快速的发展。到1980年时，伊拉克已成为中东地区第三大经济体。这里有很大一部分是因为伊拉克政府在20世纪70年代成功地进行了工业化和基础设施建设，其中包括灌溉项目、铁路和公路建设以及农村电气化。 
20世纪80年代，由于两伊战争大量的战争开销以及石油生产能力的破坏，伊拉克复兴党政府不得不紧缩开支，大量借款，并拖延还款时间。战争造成的经济损失估计超过1000亿美元。  1988年战争结束后，随着采油和管道设施的重建，石油出口逐步恢复。伊拉克在1990年8月出兵占领科威特，随之受到国际社会的经济制裁。1991年1月开始的海湾战争造成的破坏严重打击了伊拉克的经济。伊拉克政府开支对军队、保安部队和支持政权的力量倾斜，无助于经济的恢复。自1996年12月联合国的石油换食品计划有限度的改善了普通伊拉克平民的生活条件。在该计划下，伊拉克被允许出口限量的石油以换取食物、药品和一些基础设施备件。 
2003年以美国为首的联军入侵后，联军临时权力机构通过私有化和减少国家的外债，努力使伊拉克的经济现代化。因此，伊拉克的经济在这一时期迅速发展，尽管叛乱、经济管理不善和技术落后造成的石油短缺阻碍了经济增长。自2009年中期以来，伊拉克石油出口收入已经恢复到新曙光行动之前的水平，政府财政收入也随首全球油价的回升一起增长了。
2011年，由于与国际石油公司签订了新的合同，巴格达可能会将石油出口量提高到当时的水平，即每天1,900,000桶（300,000立方米）。人们认为它可能会低于其预算中预测的每天240万桶（38万立方米）的水平。伊拉克最近与主要石油公司签订的合同有可能大大增加石油出口收入，但伊拉克将需要对其石油加工、管道和出口基础设施进行升级，以促使这些交易能够顺利进行。
随伊拉克安全环境的改善和最初一波外国投资正在帮助刺激该国的经济活动，特别是在能源、建筑和零售行业。更广泛的经济改善、长期的财政健康与及人民生活水平的持续提高仍然取决于政府能否通过重大的政策改革，以及能否继续开发伊拉克的大量石油储备。尽管2010年外国投资者对伊拉克的兴趣日益浓厚，但大多数投资者仍然受到为项目获取土地的困难和其他监管障碍的阻碍。

## 近代经济发展史
名义GDP在1960年代增长了213%，1970年代增长了1325%，1980年代增长了2%，1990年代增长了-47%，2000年代增长了317%。
实际人均GDP（以1990美元计算）在20世纪50年代、60年代和70年代大幅增长，这可以用较高的石油生产水平以及石油价格来解释，由于欧佩克的石油禁运，石油价格在20世纪70年代达到了著名的峰值，造成了1973年的石油危机。然而，在随后的20年里，伊拉克的人均GDP由于多次战争而大幅下降，即1980-88年与伊朗的战争，1990-1991年的海湾战争。

### 两伊战争
1980年9月与伊朗的战争爆发前，伊拉克的经济前景是光明的。1979年，石油产量已经达到了每天56万立方米（350万桶）的水平，由于创纪录的石油价格，1979年的石油收入为210亿美元，1980年为270亿美元。战争爆发时，伊拉克已经积累了约350亿美元的外汇储备。它拥有中东地区最好的教育和医疗保健系统，成千上万的移民工人从埃及、索马里和印度次大陆来到该国，在建筑项目中工作。
两伊战争和20世纪80年代的石油过剩耗尽了伊拉克的外汇储备，破坏了其经济，并使该国背负了超过400亿美元的外债。在战争的最初破坏之后，随着新管道的建设和受损设施的恢复，石油出口逐渐增加。

### 经济制裁
1990年8月伊拉克吞并科威特，随后国际社会对伊拉克进行经济制裁，以及1991年1月开始的联军的军事行动造成的损害，使该国经济活动急剧减少。伊拉克政权通过支持庞大的军队和国内安全部队，以及向复兴党的主要支持者分配资源，加剧了经济短缺。1996年12月，联合国“石油换食品”计划的实施有助于改善经济状况。在该计划的前6个月阶段，伊拉克被允许出口越来越多的石油，以换取食品、药品和其他人道主义物资。1999年12月，联合国安理会授权伊拉克出口尽可能多的石油，以满足人道主义需求。虽然人均经济生产和生活水平仍远低于战前水平，但人均食品进口量大幅增加，医疗用品和保健服务也稳步提高。
伊拉克在2000年将其石油储备货币从美元改为欧元。然而，该计划使得伊拉克出口收入的28%被扣除，用以支付联合国赔偿基金和联合国行政费用。2001年其国内生产总值的下降则主要是由于全球经济放缓和油价下跌造成的。

### 2003年美国入侵伊拉克后
2003年5月24日制裁的取消和2000年代中后期石油价格的上涨，使得伊拉克石油产量翻了一倍，从2003年动荡时期的130万桶/日的低点上升到2011年的260万桶/日的高点。此外，自2007年以来，通货膨胀和暴力事件的减少已经转化为伊拉克人生活水平的实际提高。
伊拉克经济挑战关键的之一是伊拉克巨大的外债，规模估计达1300亿美元。尽管这些债务中有些是来自于伊拉克未能支付的正常出口合同，另一些则是伊拉克与伊朗战争期间的军事和财政支出的结果。
Jubilee Iraq运动认为，这些债务中的大部分是“可憎债务”（非法的）。然而，由于可憎债务的概念不被广泛认可，试图以这种方案来解决债务会使伊拉克陷入更多的的法律纠纷中。伊拉克政府决定更务实地处理其债务，并与官方债权人巴黎俱乐部接触。
在2006年12月《国际新闻周刊》的一篇文章中，伦敦的《全球透视》的一项研究报告显示，“无论内战与否，伊拉克经济都有增长，而且让人无比惊讶（原文：mother of all surprises）的是它的表现非常好。房地产正在蓬勃发展。根据该报告，建筑、零售和批发贸易行业也很健康。美国商会报告说，在伊拉克有34000家注册公司，比三年前的8000家有了巨大增长。二手车、电视和手机的销售都大幅上升。估算结果各不相同，但《全球透视》（Global Insight）认为去年的国内生产总值增长了17%，并预测2006年的增长率为13%。世界银行的估计更低：今年为4%。但是，鉴于人们对安全状况恶化的关注，令人吃惊的事实是，伊拉克经济正在增长”。

## 工业
传统上，伊拉克的生产制造业大多与石油工业密切相关。在此类行业中，主要的产业是石油精炼和化肥及化学品的制造。在2003年之前，由于对私有化的限制和1990年代国际制裁的影响妨碍了伊拉克经济的多样化的发展。2003年以来，安全问题成为了新企业建立的最大阻碍。只有建筑业是一个例外；2000年，水泥是唯一和石油相关性不大的主要工业产品。建筑业从伊拉克几次战争后的重建需求中获益。在20世纪90年代，该行业受益于政府对大量基础设施和住房项目以及精心设计的宫殿群的资金支持。

## 第一产业

### 农业
农业对国民生产总值的贡献仅为3.3%，但却雇用了五分之一的劳动力。
从历史上看，伊拉克50%至60%的可耕地都在耕种中。由于种族政治的原因，库尔德人领土上的宝贵农田没有为国家经济做出贡献，萨达姆时期不一致的农业政策也阻碍了国内市场的生产。尽管有充足的土地和水资源，伊拉克仍然是一个粮食净进口国。在联合国石油换食品计划下，伊拉克进口了大量的谷物、肉类、家禽和乳制品。政府在1981年废除了农场集体化计划，允许私营企业在农业中发挥更大的作用。